# توماس تيو
توماس تيو هو عالم نفس كندي، ولد في 1963 في لندن في المملكة المتحدة.